# 이스켈레구

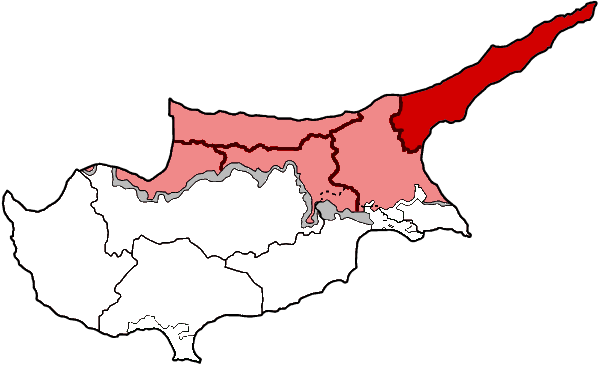
이스켈레구의 위치

이스켈레구(튀르키예어: İskele İlçesi)는 북키프로스의 구로 행정 중심지는 트리코모(터키어 이름은 이스켈레)이며 인구는 23,098명(2011년 기준)이다. 3개 소관구(İskele, Mehmetçik, Yeni Erenköy)를 관할한다. 1998년 가지마우사구에서 분리되어 신설되었다.